# لوسد موتورز

لوسید موتورز (Lucid Motors) که پیش تر با نام آتیه‌وا (Atieva) شناخته می‌شد، یکی از شرکت‌های تازه صنعت خودروسازی است این شرکت تازه تأسیس آمریکایی باعقد قراردادی قصد دارد تا سال ۲۰۳۰ در عربستان کارخانه احداث کند که اولین شرکت خودروسازی برقی در خاورمیانه خواهد بود و به ساخت خودروهای الکتریکی خودروان و لوکس مشغول است.

## پیشینه
شرکت لوسید موتورز در سال ۲۰۰۷ تأسیس شد و در نیوآرک، کالیفرنیا مستقر است.

## سرمایه گذاران
لوسید موتورز با سرمایه‌گذاری شرکت‌های عربستانی و کارمندان سابق شرکت تسلا تأسیس شد که توانست یک میلیارد دلار سرمایه از صندوق سرمایه‌گذاری عمومی عربستان سعودی، را جذب کند، که تخمین زده می‌شود این صندوق سرمایه‌گذاری بیش از نیمی از سهام شرکت را در اختیار دارد.

## خودروها

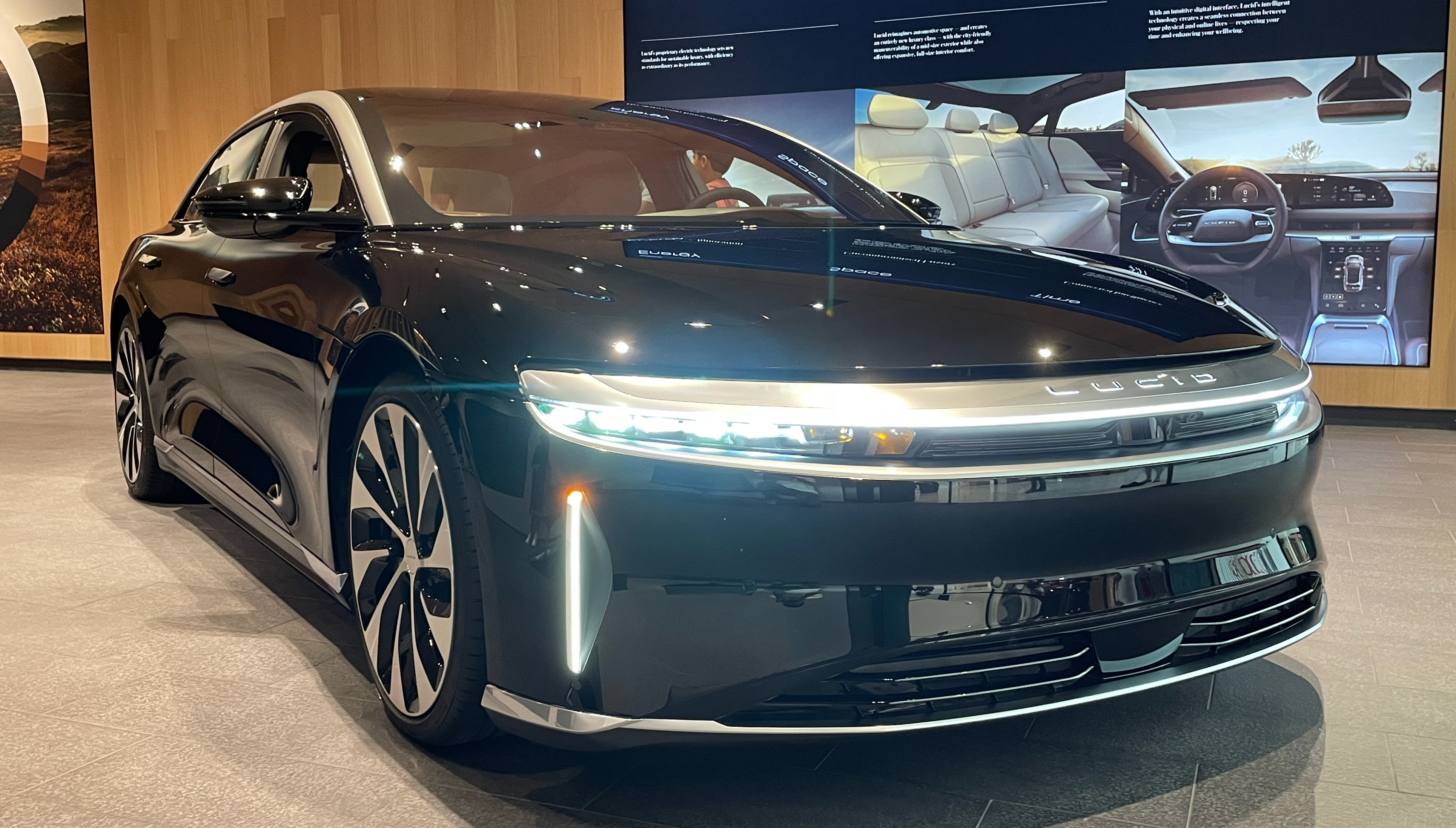
لوسید ایر

لوسید ایر (Lucid Air) که یکی از آیرودینامیک‌ترین خودروهای لوکس جهان شناخته می‌شود در دسامبر ۲۰۱۶ رونمایی شد.